# Уюк (село)
Уюк (тув. Уюк) — село в Пий-Хемского кожууне Республики Тыва. Административный центр Уюкского сумона.
Население 894 чел.(2007), 735 (2015).

## История
Селения Туран и Уюк основал в конце XIX века Георгий Павлович Сафьянов из купеческого рода Сафьяновых.

## География
Село находится Уюкской котловине. С юга её огибает р. Уюк; возле села в Уюк впадает р. Могай. На юго-западе села лесной массив.
Уличная сеть
ул. Беспалова, ул. Василия Яна, ул. Красных Партизан, ул. Крюкова, ул. Найырал, ул. Шоссейная.

## Географическое положение
Расстояние до:
районного центра Туран: 11 км
республиканского центра Кызыл: 49 км
Ближайшие населенные пункты
Суш 9 км, Туран 10 км, Ленинка 14 км, Билелиг 24 км, Сесерлиг (Германовка) 27 км, Шивилиг 28 км, Аржаан 29 км, Хадын 30 км

## Население
| 2002 | 2010 |
| ---- | ---- |
| 932  | ↘736 |

## Инфраструктура
Отделение связи.
образование
Муниципальное бюджетное общеобразовательное учреждение Уюкская средняя общеобразовательная школа (ул. Беспалова, 45)
Муниципальное бюджетное дошкольное образовательное учреждение детский сад «Алёнушка» с. Уюк
сельское хозяйство
молочно-товарная ферма
подсобное хозяйство
медицина, социальная деятельность
ФАП
культура
МБУ СДК с. Уюк
административная деятельность
Администрация сельского поселения сумона Уюкский

## Транспорт
Через село проходит автомагистраль Р-257 Енисей. Автобусное сообщение, остановка общественного транспорта «Уюк»